# Рівня (Верховинський район)
Рі́вня ― село в Україні, у Верховинській селищній громаді Верховинського району Івано-Франківської області.

## Історія
12 червня 2020 року, відповідно до Розпорядження Кабінету Міністрів України  № 714-р «Про визначення адміністративних центрів та затвердження територій територіальних громад Івано-Франківської області», увійшло до складу Верховинської селищної громади.
19 липня 2020 року, в результаті адміністративно-територіальної реформи та ліквідації Верховинського району, село увійшло до складу новоутвореного Верховинського району.

## Населення
Згідно з переписом УРСР 1989 року чисельність наявного населення села становила 552 особи, з яких 258 чоловіків та 294 жінки.
За переписом населення України 2001 року в селі мешкали 554 особи.

### Мова
Розподіл населення за рідною мовою за даними перепису 2001 року:
| Мова       | Кількість | Відсоток |
| ---------- | --------- | -------- |
| українська | 554       | 99.64%   |
| російська  | 2         | 0.36%    |
| Усього     | 556       | 100%     |

## Музей «Гуцульської співанки»
В селі є музей «Гуцульської співанки» присвячений відомій гуцульській співачці Марії Кречунєк (Чукутисі). Він розташований на родовому місці відомої Карпатської Гуцулки. Керівником та гідом музею є правнук  відомої гуцулки ― Микола Миколайович Максим'юк. Також він є керівником гуцульського аматорського ансамблю дримбарів «Струни Черемоша».

## Відомі уродженці
Максим'юк Анатолій Миколайович — український актор, сценарист та режисер.